# Sciara seychellensis
Sciara seychellensis är en tvåvingeart som beskrevs av Günther Enderlein 1912. Sciara seychellensis ingår i släktet Sciara och familjen sorgmyggor.
Artens utbredningsområde är Seychellerna. Inga underarter finns listade i Catalogue of Life.